# Docteur Gladstone
Docteur Gladstone ist eine zwischen 1964 und 1971 erschienene frankobelgische Comicserie.

## Handlung
Der britische Arzt Gladstone muss aufgrund einer Falschaussage sein Heimatland verlassen. Er geht nach Afrika und klärt mit seinem Assistenten George mehrere mysteriöse Fälle auf.

## Hintergrund
Charles Jadoul schrieb die Serie. Die Zeichnungen stammten von Herbert. Für beide war es die zweite Zusammenarbeit nach Diégo. In den ersten beiden Geschichten zeichnete Jijé die weißen Hauptfiguren. Die Serie erschien zwischen 1964 und 1971 in Spirou. Jonas fasste die Episoden mit Jijé in einem Album zusammen.

## Geschichten
- Docteur Gladstone[3] (Spirou, 1964, 14 Seiten)
- Zone interdite (Spirou, 1964–1965, 30 Seiten)
- Refus d’assistance (Spirou, 1965, 44 Seiten)
- Barrage sur le Lupopo (Spirou, 1966–1967, 46 Seiten)
- La nuit des cynocéphales (Spirou, 1968, 44 Seiten)
- La citadelle (Spirou, 1970–1971, 32 Seiten)